# 482

482(사백팔십이)는 481보다 크고 483보다 작은 자연수다.

## 수학
- 합성수로, 그 약수는 1, 2, 241, 482이다. 진약수의 합은 244이므로, 482는 부족수다.
  - 149번째 반소수다. 앞의 반소수는 481, 다음 반소수는 485다.
- {\displaystyle 482=11^{2}+19^{2}}
  - 서로 다른 두 소수(素數)의 제곱합으로 나타낼 수 있는 13번째 반소수다. 이 성질을 지닌 앞의 수는 458, 다음 수는 533이다. (OEIS의 수열 A103558)
- {\displaystyle 482=7^{2}+12^{2}+17^{2}}
  - 공차가 5인 세 자연수의 제곱합으로 나타낼 수 있는 수다. 이 성질을 지닌 앞의 수는 413, 다음 수는 557이다.
- {\displaystyle 15^{3}-1}은 482로 나누어떨어진다.

## 과학·기술
- NGC 482(영어판): 봉황자리 방향에 있는 나선은하.
- 코스모스 482: 소련의 금성 탐사선.

## 교통
- 일본 482번 국도(일본어판): 교토부 미야즈시에서 돗토리현 요나고시까지 이어지는 일본의 국도.
- 현도 제482호선

## 군사
- U-482(영어판): 제2차 세계 대전에 사용된 나치 독일의 군용 잠수함.

## 문화유산
- 대한민국의 보물 제482호: 윤선도 종가 문적
- 대한민국의 사적 제482호: 김제군 관아와 향교

## 방송
- 스카이라이프에서 EBS English의 채널 번호.

## 기타
- 연도: 482년, 기원전 482년